# Carlos Ott
Pour les articles homonymes, voir Ott.
Carlos Adolfo Ott est un architecte uruguayo-canadien né à Montevideo (Uruguay) le 16 octobre 1946 résidant au Canada. 

## Biographie
Né en Uruguay en 1946, Carlos Ott obtient un diplôme à la faculté d'architecture de l'Université de la République, à Montevideo, en 1969. Titulaire d'une bourse en 1971, il est ensuite actif aux États-Unis et au Canada. 
Carlos Ott lance "The Carlos Ott Partnership", son propre bureau d'architecture, à Toronto (Canada) en 1988. Actuellement, il occupe une soixantaine de personnes: architectes, designers, personnel administratif. 
En France, Carlos Ott est connu pour avoir été choisi par le Président François Mitterrand, en 1983, pour construire l'Opéra Bastille. De l'aveu de l'architecte, ce projet a été déterminant pour sa carrière, en termes de renommée et de portes ouvertes. Dans son ouvrage La véritable histoire de la Grande Bibliothèque, François Stasse suggère que Carlos Ott, alors peu connu et inexpérimenté dans la construction de salles de spectacle de ce type, s'est senti très à l'aise dans les innombrables contraintes présidant au choix du projet. Quoi qu'il en soit, Carlos Ott a depuis conçu plusieurs salles de ce type.

## Constructions

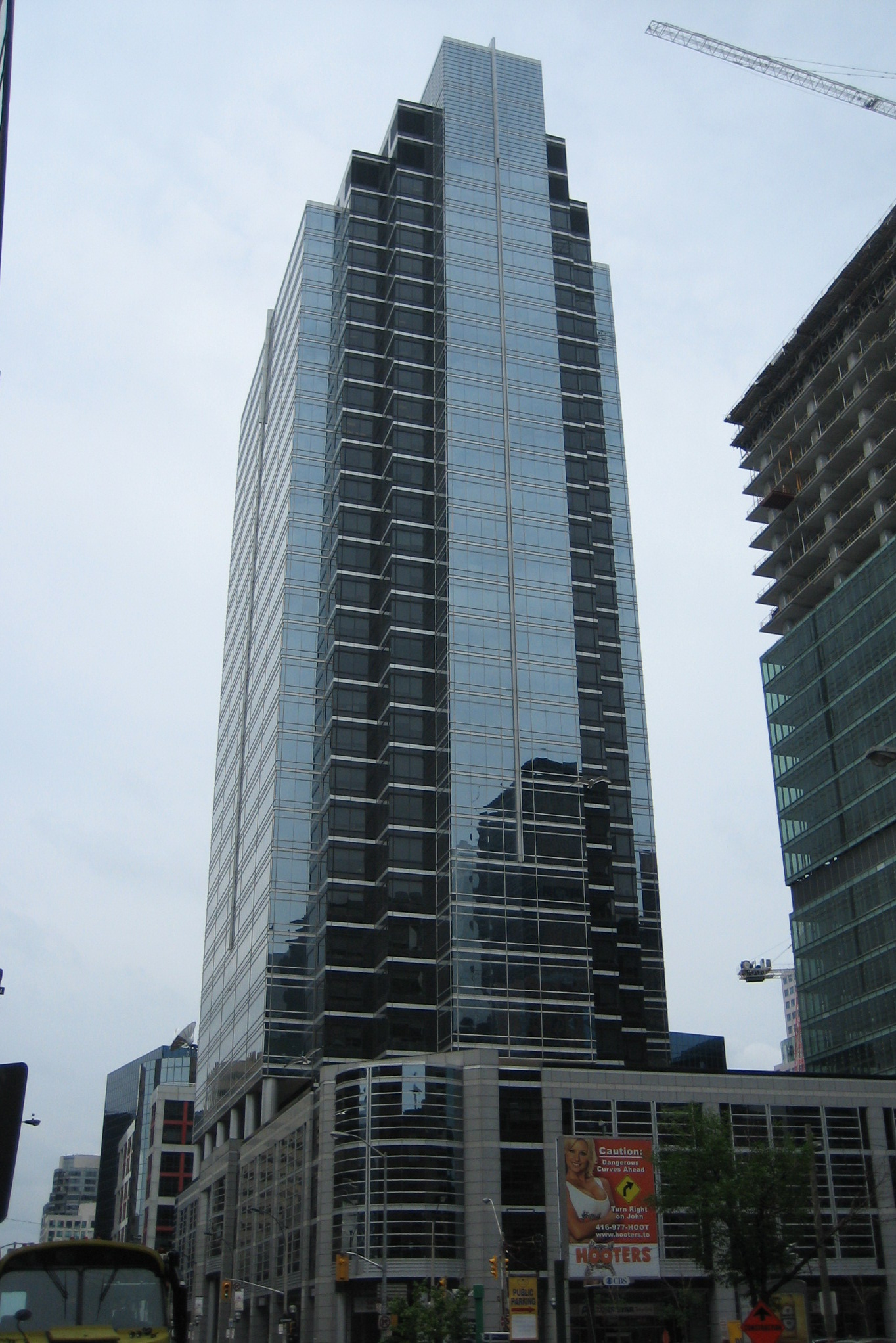
Simcoe Place, Toronto.

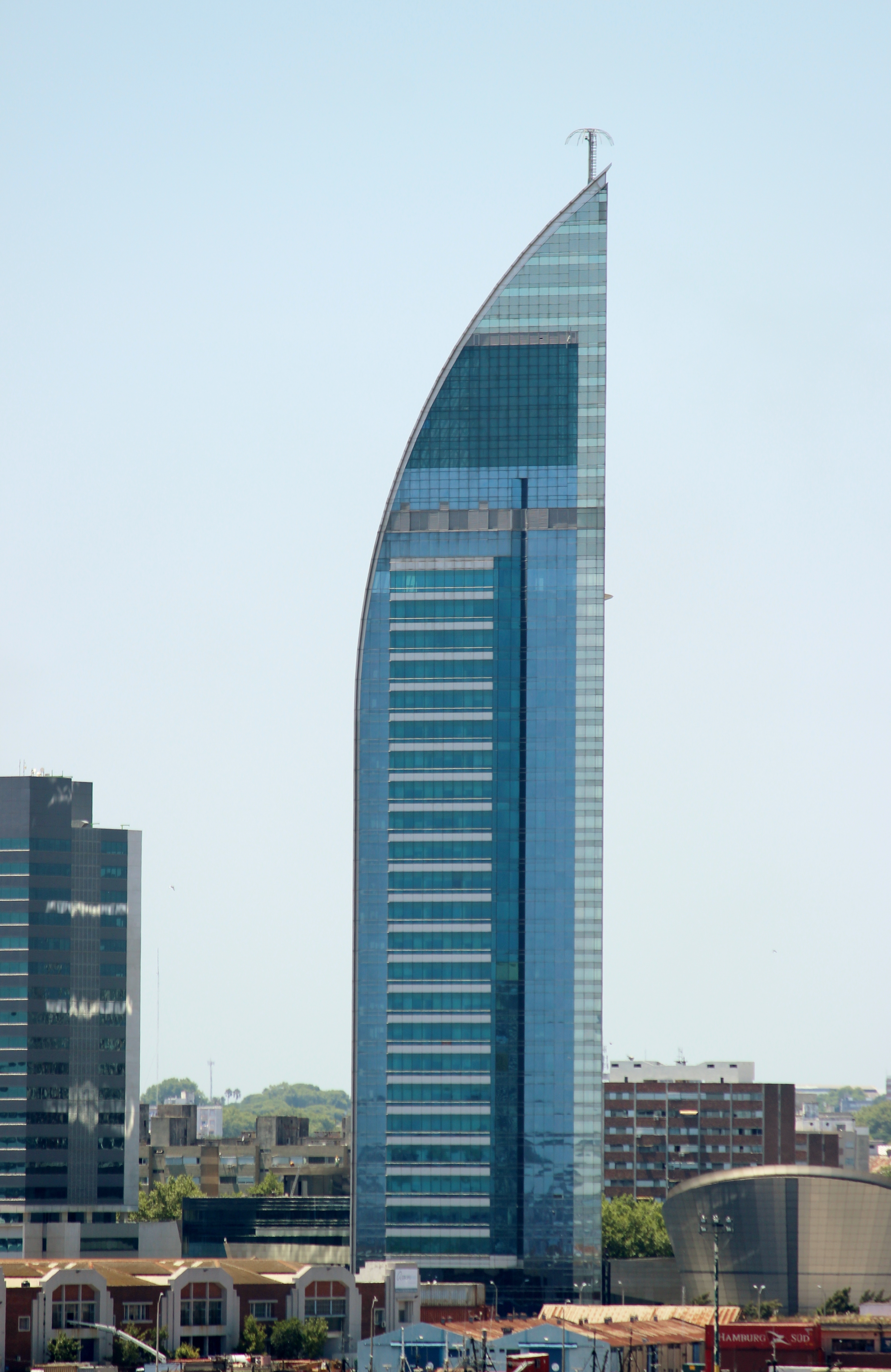
Torre de las Telecomunicaciones, Montevideo, Uruguay.

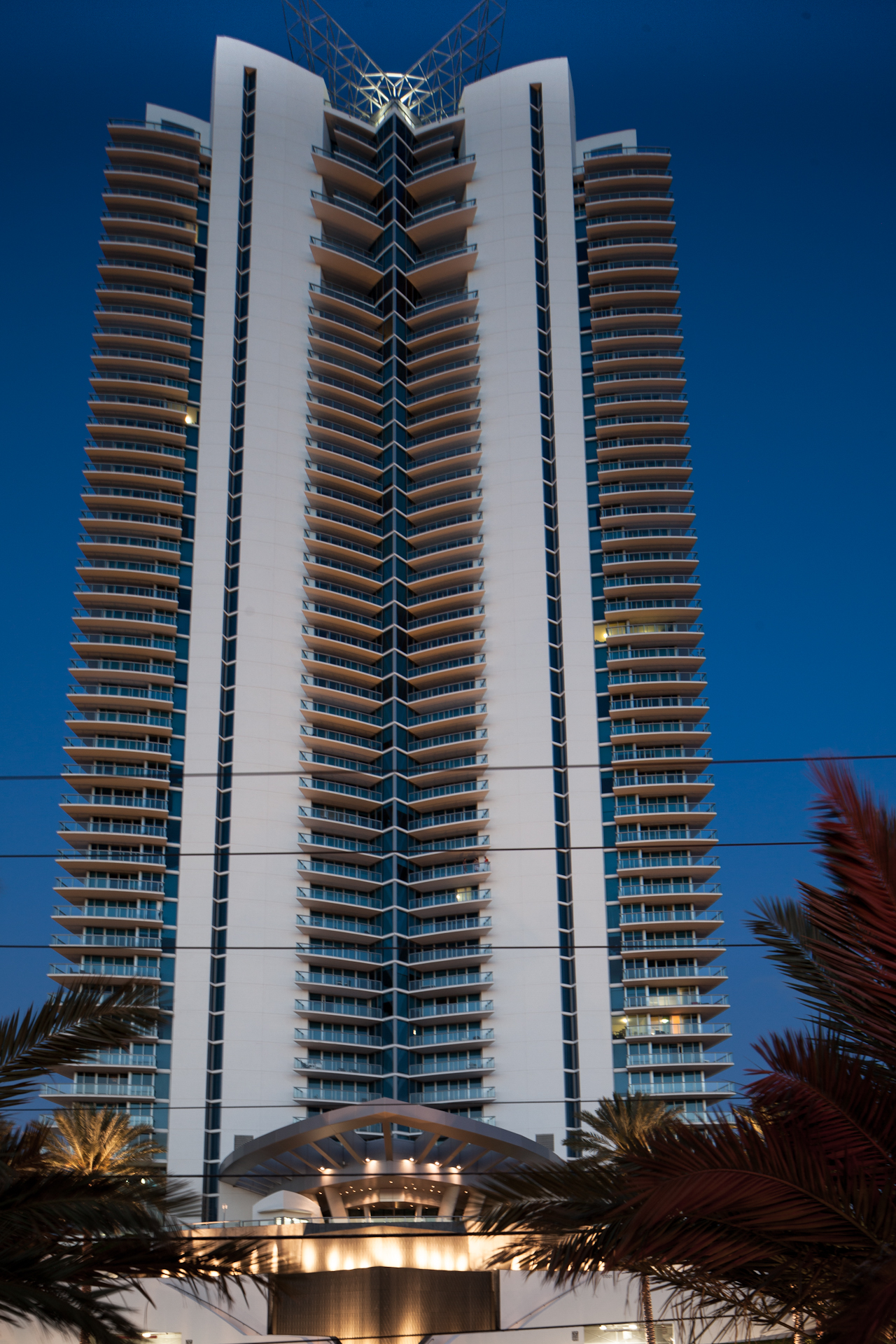
Jade Beach, Floride.

Carlos Ott est à l'origine d'importants projets d'urbanisme et d'architecture, qu'il a réalisés seul ou en collaboration avec d'autres bureaux. Avant tout connu pour ses immeubles, il réalise également des salles de théâtre et des aéroports. On les retrouve dans le monde entier. 
Voici quelques-unes de ses créations :
- 1983 : Opéra Bastille, Paris, France
- 1993 : Espace François-Mitterrand, Mont-de-Marsan, France
- 1993 : immeuble du siège de l'entreprise Thomson, Genève, Suisse
- 1995 : Simcoe Place, Toronto, Canada
- 1996 : Union National Bank 2, Abou Dhabi, Émirats arabes unis
- 1997 : aéroport international d'Ushuaïa, Terre de Feu, Argentine
- 1997 : aéroport international Carlos A. Curbelo, Punta del Este, Maldonado, Uruguay
- 1997 : Vereinte Kliniken, Weimar, Allemagne
- 1998 : National Bank of Dubai Building, Dubaï, Émirats arabes unis
- 2000 : Edificio Plaza Libertad, Buenos Aires, Argentine
- 2000 : Hôtel Hilton, Dubaï, Émirats arabes unis
- 2001 : Etisalat Headquarters, Abou Dhabi, Émirats arabes unis
- 2002 : Torre de las Telecomunicaciones, Montevideo, Uruguay
- 2007 : Calgary Courts Centre, Calgary, Canada
- 2008 : Jade Beach, Sunny Isles Beach, Floride, États-Unis
- 2016 : B2B Tower, Dubai, Emirats Arabes Unis
- 2016 : Tamani Hotel at Park Lane and Commercial Tower, Dubai, Emirats Arabes Unis
- 2016 : EZ Towers, Sao Paulo, Brésil

## Distinctions
- 1986 : Arts et Lettres, France
- 1988 : Chevalier de la Légion d'honneur, France
- 1990 : Médaille d'or, université d'Uruguay
- 1997 : Distinguished Alumni Award, Washington, États-Unis
- 1997 : distinction "Vitruvio", musée des Beaux-Arts, Buenos Aires, Argentine